# 수단 혁명
수단 혁명은 2018년 12월 19일 수단 전역에서 시작된 가두 시위에서 시작된 수단의 권력 변환기를 의미한다. 8개월 간 시민 불복종이 이어졌고, 2019년 수단 쿠데타에서 오마르 알바시르 대통령이 30년 간의 권좌에서 물러났다. 그러나 6월 3일 하르툼 학살 사건이 오마르를 대체한 임시 군사평의회의 주도로 일어났고, 임시 군사평의회와 자유와 변화의 단체는 2019년 7월과 8월에 각각 정치적 합의와 초안 입법 선언을 법적으로 합의하고 39개월 간의 민주주의 전환 과정에 합의했다. 2019년 8월과 9월, 임시 군사평의회는 공식적으로 평의회를 민군협의체로 변경한 다음, 그 권한 대부분을 수단 통치협의회, 그리고 민간 총리인 압달라 함도크와 수단의 내각에 이양했다. 또한 사법부의 권한 역시 수단의 첫 여성 수석재판관인 네마트 압둘라 하리르에게 이양되었다.

## 같이 보기
- 2011-2013년 수단 시위
- 국민회의 (수단)
- 수단 내전